# Bizzarrini Sciabola
Bizzarrini Sciabola ist die Bezeichnung eines Sportwagens, den der italienische Rennwagenkonstrukteur Giotto Bizzarrini in den 1970er-Jahren auf zwei Ausstellungen in Turin öffentlich zeigte. Das Auto war keine Neuentwicklung. Tatsächlich war es ein umbenannter AMC AMX/3, an dessen Konstruktion Bizzarrini einige Zeit zuvor mitgewirkt hatte. Eine Serienproduktion wurde angekündigt, kam aber nicht zustande.

## Modellgeschichte
Der Bizzarrini Sciabola geht unmittelbar auf den AMC AMX/3 zurück. Giotto Bizzarrini hatte nach der Insolvenz seines Betriebes Automobili Bizzarrini im November 1968 als freiberuflicher Konstrukteur begonnen, im Auftrag des US-amerikanischen Automobilkonzerns American Motors (AMC) einen Mittelmotorsportwagen zu konstruieren, der mit den von Ford vertriebenen De-Tomaso-Modellen Mangusta und Pantera konkurrieren und als Imageträger dienen sollte. An der Entwicklung des als AMX/3 bezeichneten Autos war außerdem Giorgio Giugiaros neu gegründetes Studio Italdesign beteiligt, und der deutsche Automobilhersteller BMW übernahm unter der Projektbezeichnung E18 Teilbereiche der Fahrwerksentwicklung.  Ziel war die Aufnahme der Serienproduktion im Laufe des Jahres 1971. Der eng mit Bizzarrini verbundene, auch unter dem Begriff Diomante auftretende Spezialbetrieb Autocostruzioni S.D. aus Turin baute bis zum Frühjahr 1970 wahrscheinlich drei fahrbereite Prototypen auf, hinzu kamen Teile für mindestens vier weitere Fahrzeuge. Im März und April 1970 präsentierte AMC zwei der Prototypen auf Presseveranstaltungen in Rom und in New York. Kurz danach gab AMC das AMX/3-Projekt überraschend und ohne Angabe von Gründen auf.
Nach dem werksseitigen Rückzug räumte AMC Giotto Bizzarrini zunächst das Recht ein, bei Diomante etwa 30 Exemplare des AMX/3 zu bauen, von denen 20 in Europa unter der Marke Bizzarrini verkauft werden sollten. Dementsprechend stellte er beim Turiner Autosalon im Oktober 1970 einen AMX/3 auf seinem eigenen Stand aus. Es war das AMX/3-Chassis Nr. 4, das Diomante wahrscheinlich erst in der Zeit zwischen dem AMC-Rückzug und dem Beginn der Ausstellung komplettiert hatte. Zeitgenössische Quellen belegen, dass Bizzarrini bereits in dieser Phase die Modellbezeichnung Sciabola (deutsch: Schwert) nutzte. Ob es daraufhin zu einer Serienproduktion kam, ist unklar. Einigen Quellen zufolge bauten Bizzarrini und Diomante etwa neun weitere Fahrzeuge auf, bevor AMC auch diesbezüglich die Unterstützung entzog und die Verschrottung der neun Autos anordnete; andere Autoren behaupten, es seien nach dem Turiner Autosalon 1970 keine Fahrzeuge unter der Bezeichnung Sciabola hergestellt worden.
Mitte der 1970er-Jahre erschien auf dem Turiner Autosalon 1976 erneut ein Auto mit der Bezeichnung Bizzarrini Sciabola.  Diesmal stellte Bizzarrini den sechsten AMX/3 aus, der Anfang 1971 von Autocostruzioni S.D. komplettiert und seitdem von Diomante verwahrt worden war. Die Ausstellung des Sciabola war weitgehend von dem Rüstungskonzern OTO Melara finanziert und hatte in erster Linie den Zweck, das Auto als Werbeträger für OTO-Melara-Getriebe zu präsentieren. Giotto Bizzarrini kündigte zwar gegenüber der italienischen Presse an, der Sciabola werde auf Bestellung in Handarbeit zu einem Preis von 23.800 $ gefertigt. Eine Produktion kam jedoch nicht zustande.